# Cold Aston
Cold Aston est une paroisse civile et un village du Gloucestershire, en Angleterre.